# La Belle Jardinière (Raphaël)
Pour les articles homonymes, voir La Belle Jardinière.

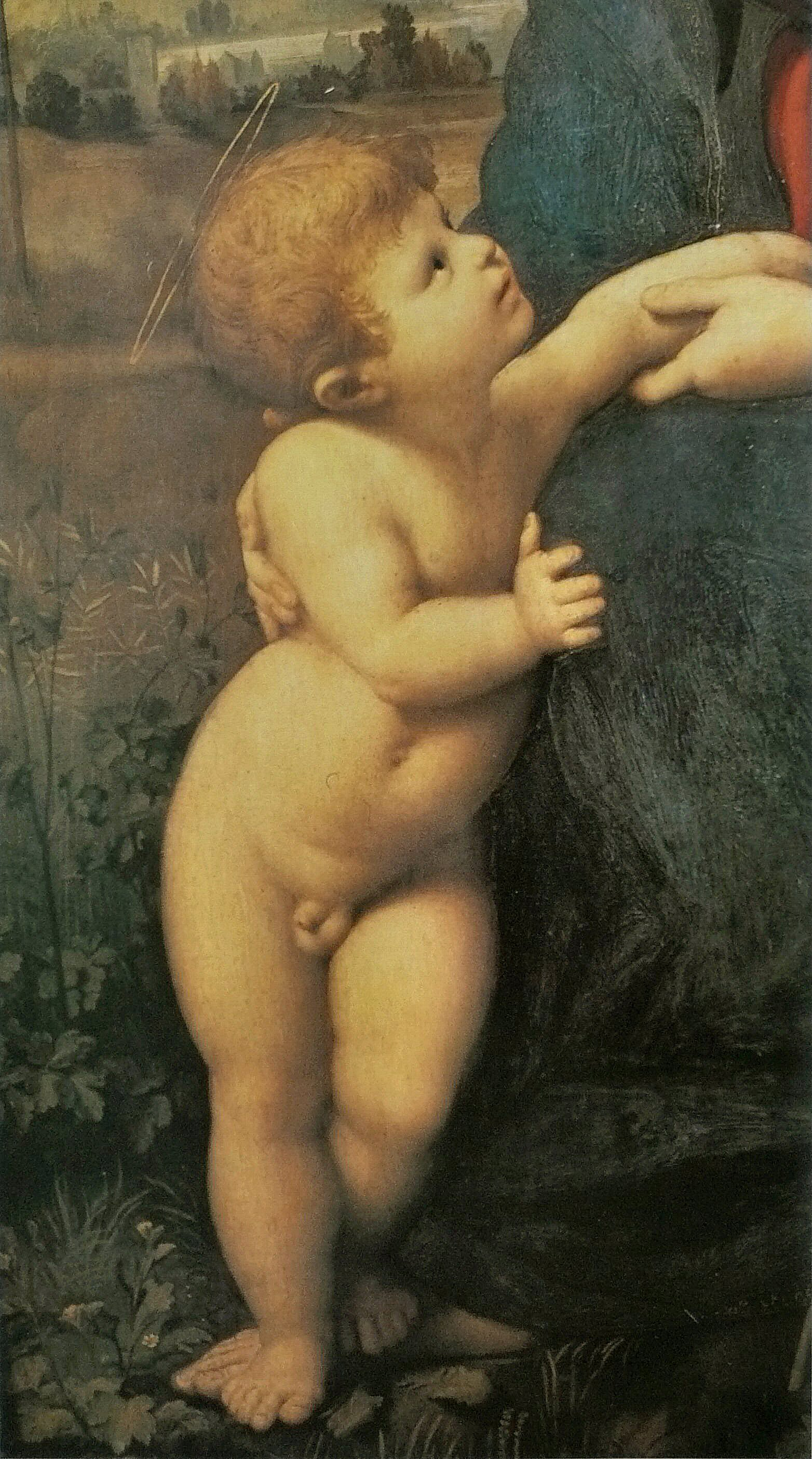
Un détail...

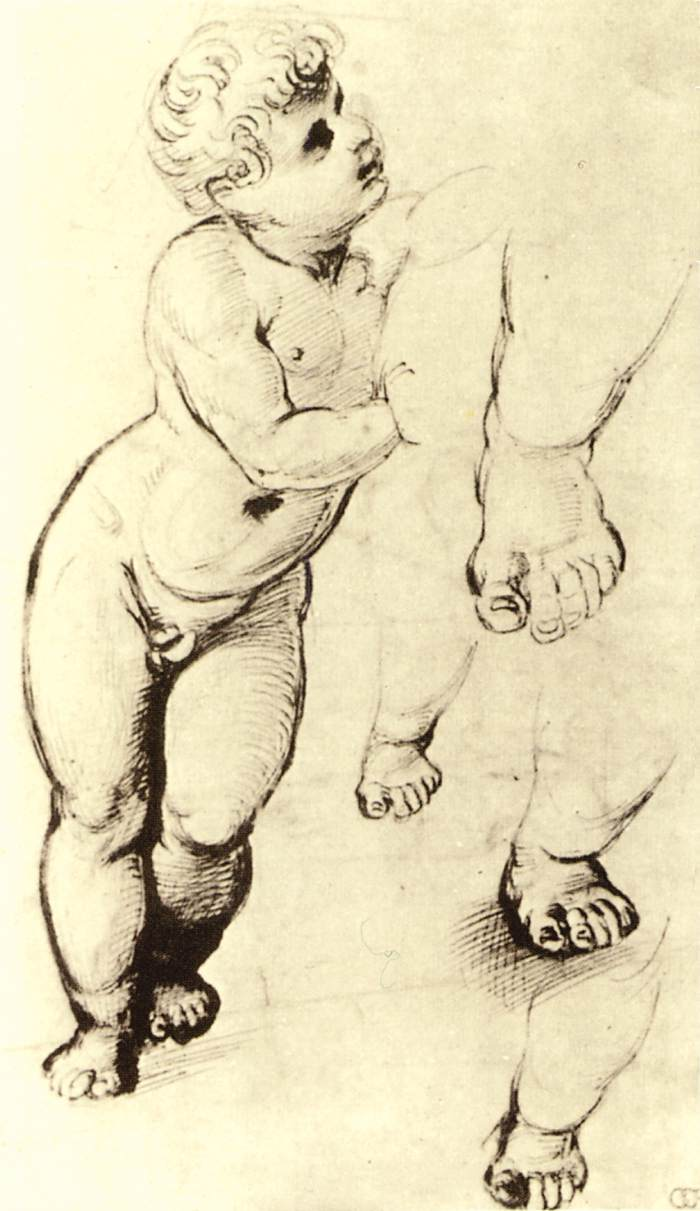
... et le dessin préparatoire.

La Belle Jardinière ou La Vierge à l'Enfant avec le petit saint Jean-Baptiste (en italien : Bella Giardiniera) est un tableau attribué à Raphaël, datant de 1505 - 1508 conservé au Musée du Louvre à Paris.

## Thème
Conformément à l'iconographie chrétienne, le tableau représente une Madone, soit Marie et  l'Enfant Jésus, ici en présence de saint Jean-Baptiste enfant.

## Histoire
On en connait quatre dessins préparatoires, dont le carton, conservé à la Washington National Gallery of Arts, qui a servi à reporter l'esquisse sur la toile.
L'œuvre, dont on ignore le commanditaire, est généralement identifiée avec celle citée par Vasari, réalisée pour les Siennois et laissée inachevée après le départ de Raphaël à Rome (1508), complétée ensuite par Ridolfo del Ghirlandaio, en particulier le manteau bleu de Marie.
Le tableau a été acquis à Sienne pour le compte du roi de France François Ier, qui l'emporta à Paris.
L'œuvre eut à l'époque un grand succès et elle a été copiée par les plus grands peintres de l'époque. Il en existe donc de nombreuses répliques.
Désigné dans les inventaires royaux comme La Sainte Vierge en paysanne, sa désignation de Jardinière lui est donné  d'abord vers 1720, par Pierre-Jean Mariette dans son Abecedario.
La toile a été restaurée en 1802 et 2019-2020.

## Description
Le tableau est constitué de trois planches de peuplier recouvert par une toile.
Dans un cadre centinata, la Vierge est représentée assise sur un rocher, tenant par la main gauche l'Enfant Jésus debout contre elle tandis que le petit saint Jean, agenouillé sur la droite et tenant son roseau croisé de sa main droite, le regarde intensément, un genou en terre, près du pied gauche de la Vierge. Dans le fond, un paysage s'étale, à gauche avec un lac et des montagnes, à droite avec un village dont on aperçoit les toits et le clocher.
Au premier plan, des arbrisseaux encadrent les pieds nus de tous les protagonistes, ceux de Jésus s'appuyant sur celui de sa mère qui émerge des plis de la robe, près de lui.
L'horizon est situé un peu au-dessus du centre du tableau et passe par la ceinture de la Vierge, habillée d'un pourpoint rouge et d'un ample manteau bleu foncé qui tombe en grands plis.
Marie, assise et tournée vers la gauche de la composition, a le visage très finement entouré d'un voile ; elle laisse son regard tomber sur celui de son fils qui allonge le bras gauche afin de prendre le livre qu'elle tient sur l'avant de son bras.
Tous les personnages portent une discrète auréole limitée en un contour fin elliptique.

## Analyse
La masse bleu azur du manteau, qui contraste avec le rouge de la veste, exprime les symboles sacrés : suivant l'iconographie mariale, le rouge représente la Passion du Christ et le bleu, l'Église, soit le lien entre la mère et le sacrifice de son fils.
Cette iconographie est répétée dans le premier plan floral qui comprend des violettes (symbole de l'humilité de la Vierge) et des ancolies (symbole également de la Passion du Christ).
Dans sa main droite Marie tient un livre suivant le thème de la Madonna leggente, symbolisant ainsi son ascendance noble et sa sagesse, la  Sedes Sapientiae de son attitude, interrompant sa lecture pour s'attarder tendrement vers les enfants qu'elle protège.

## Style
La composition, fluide et en forme pyramidale avec les personnages liés par des échanges de regards et de gestes, rappelle les modèles léonardesques, comme  La Vierge, l'Enfant Jésus et sainte Anne, mais s'en écarte en substituant au sens du mystère, aux allusions et aux suggestions une sensation de calme et une familiarité spontanée.
En lieu et place des moti dell'animo de Léonard, Raphaël a mis en place une représentation de l'affection.
D'autres indices rappellent Léonard comme le sol brun, parsemé d'espèces botaniques détaillées, le rendu atmosphérique monochromatique du paysage en arrière-plan.
Certains détails comme le petit pied de l'Enfant Jésus posé sur celui de sa mère rappellent Michel-Ange. En effet, celui-ci est représenté ainsi dans la statue de la Madone de Bruges.
La présence d'un petit paysage urbain sur la droite montre déjà l'intérêt porté par Raphaël à la peinture flamande.
Les visages du petit saint Jean et de Jésus enfant montrent l'empreinte léonardesque dans les traits somatiques tirés du studio dal vero (« étude du vrai »).

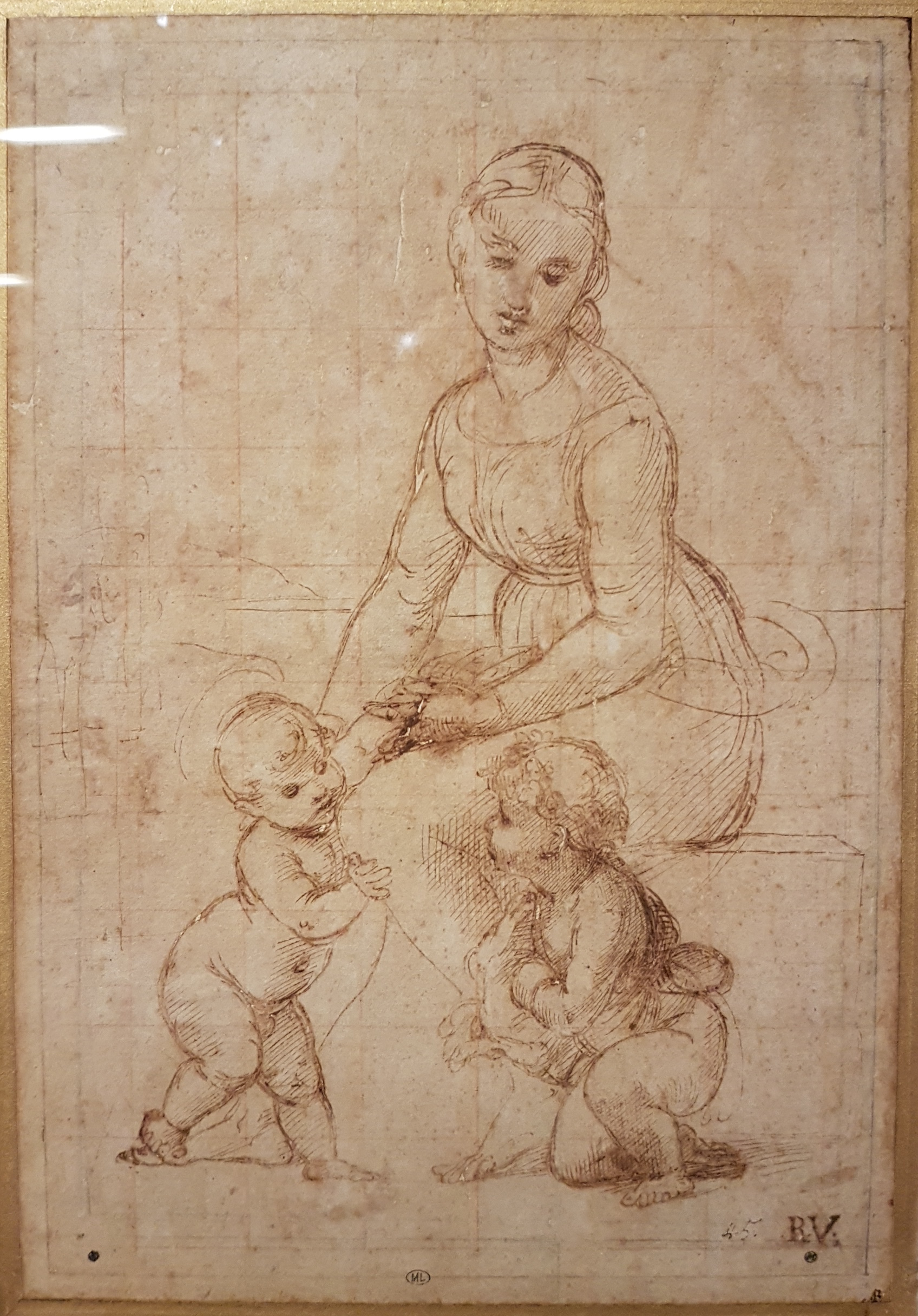
Une étude d'ensemble.

La complexité du style, comme en témoignent certains dessins préparatoires dans lesquels la composition était définie avec soin, n'entame en rien l'extrême cordialité et la beauté de l'illustration du thème.
Brizio a écrit à ce propos « [Raphaël est ] en même temps le peintre le plus apprécié par les académiciens, par la science et la belle harmonie de sa composition et le plus populaire parce que la simplicité de ses madones se retrouve embellie par l'expression de leurs sentiments les plus naturels et les plus chers ».